# Herbst (Indiana)
Herbst – jednostka osadnicza w Stanach Zjednoczonych, w stanie Indiana, w hrabstwie Grant.